# Sıtkı Üke

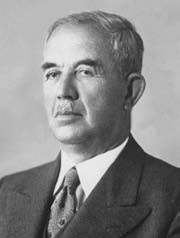
Sıtkı Üke als Abgeordneter der Großen Nationalversammlung der Türkei

Mehmet Sıtkı Üke (* 1877 in Selânik, Osmanisches Reich; † 22. Oktober 1941 in Istanbul) war ein osmanischer und türkischer Militär sowie Abgeordneter der Großen Nationalversammlung der Türkei.

## Leben
Am 26. März 1896 begann er seine militärische Ausbildung an der Artillerieschule, die er am 13. Dezember 1899 im Range eines Üsteğmen beendete. Am 4. November 1904 wurde er zum Yüzbaşı befördert. Am 27. April 1910 wurde er zum Binbaşı und am 29. November 1914 zum Yarbay befördert. Am 1. März 1921 beförderte man ihn zum Albay und am 30. August 1927 zum Tümgeneral.
Während seiner militärischen Dienstzeit beteiligte sich Üke am Italienisch-Türkischen Krieg, am Ersten Weltkrieg sowie am Türkischen Befreiungskrieg.
Nach seiner Pensionierung am 16. April 1935 trat er in die Republikanische Volkspartei ein und war während der fünften und sechsten Legislaturperiode Abgeordneter der Großen Nationalversammlung der Türkei.
Üke erhielt die İstiklâl Madalyası, zudem wurde er mit einem Grab auf dem Türkischen Staatsfriedhof in Ankara geehrt.